# Грб Тринидада и Тобага
Грб Тринидада и Тобага је званични хералдички симбол карипске државе Тринидад и Тобаго. Грб је усвојен 1962. године, након проглашења независности ове острвске државе. 

## Опис грба
Као што је случај код грбова осталих карипских држава које су биле колоније Велике Британије, грб Тринидада и Тобага има Кацига (хералдика)кацигу на којој је национални симбол, те Штит у хералдициштит којем је са сваке стране по једна животиња. У овом су случају национални симболи палма и кормило, а животиње су две птице, скрлетни ибис (Еудосимус рубер, из реда родарица), те Орталис руфикауда из породице Cracidae, који стоје изнад стилизованих Тринидада и Тобага.
Штит је истих боја као и државна застава. На њему се налазе три Колумбова брода те два колибрија, симболи Тринидада. У подножју је гесло Тринидада и Тобага, „Together We Aspire, Together We Achieve“ (Заједно тежимо, заједно постижемо).